# Higashiōsaka
Higashiōsaka (jap. 東大阪市, -shi; wörtlich: Ost-Osaka) ist eine Stadt direkt östlich von Osaka in der Präfektur Osaka auf der Hauptinsel Honshū von Japan.

## Geografie
Durch Higashiōsaka fließen die Gewässer Onii-gawa, Nagase-gawa, sowie der Daini-Neyagawa.

## Geschichte
Die Stadt wurde am 1. Februar 1967 durch Zusammenlegung der Städte Fuse (布施市, -shi), Hiraoka (枚岡市, -shi) und Kawachi (河内市, -shi) gebildet.

## Wirtschaft
Bedeutsam sind vor allem Industrie und Handel (Fuse), sowie Textilindustrie und Elektrogeräteherstellung (Kawachi) und Maschinenbau (Hiraoka).

## Sehenswürdigkeiten
In Higashiōsaka befindet sich der Hiraoka-Schrein.

## Sport
Das Kintetsu-Hanazono-Rugbystadion war einer der Austragungsorte der Rugby-Union-Weltmeisterschaft 2019.

## Partnerstädte

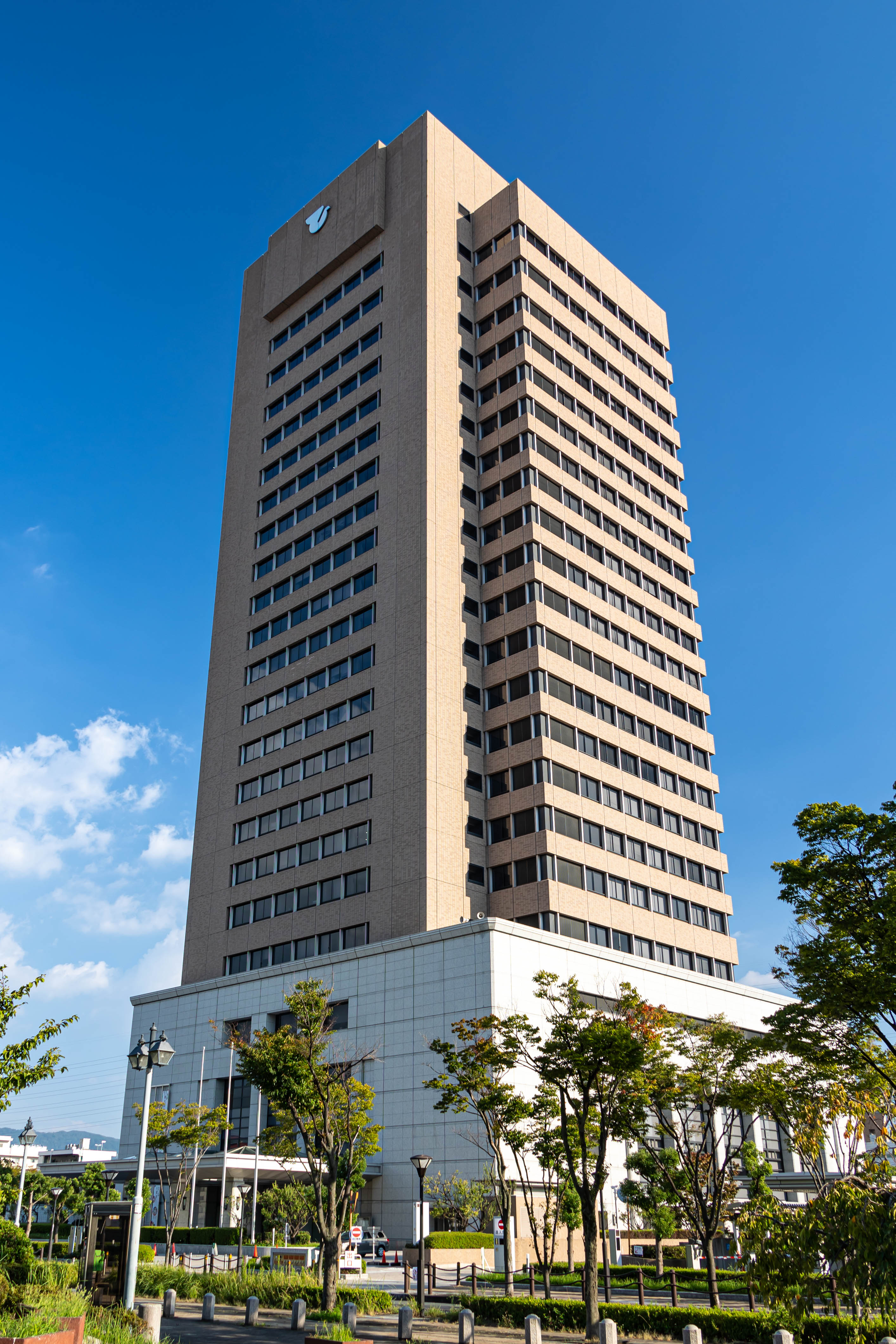
Rathaus von Higashiosaka

Am 12. August 1959 wurde Fuse die Schwesterstadt des Berliner Bezirks Wedding, der 2001 in den neuen Bezirk Mitte aufging.
Hiraoka wurde am 23. September 1960 die Schwesterstadt von Glendale (Kalifornien).

## Söhne und Töchter der Stadt
- Shizuo Akira (* 1953), Immunologe
- Ken Hirai (* 1972), R&B- und J-Pop-Sänger
- Yuka Kamino (* 1980), Shorttrackerin
- Kyōhei Noborizato (* 1990), Fußballspieler
- Takuma Kuroda (* 1992), Fußballspieler
- Aiko Sugihara (* 1999), Turnerin
- Toichi Suzuki (* 2000), Fußballspieler

## Universitäten und Colleges
- Kinki-Universität

## Verkehr
- Zug
  - JR Katamachi-Linie
  - Kintetsu Osaka-Linie
  - Kintetsu Nara-Linie

- Straße:
  - Kinki-Autobahn
  - Nationalstraße 170,308

## Angrenzende Städte und Gemeinden
- Präfektur Osaka
  - Osaka
  - Daitō
  - Yao
- Präfektur Nara
  - Ikoma
  - Heguri